# Violencia contra las mujeres en Ucrania
La Violencia contra la mujer en Ucrania es un problema social arraigado en la cultura ucraniana engendrado por los estereotipos tradicionales masculinos y femeninos. No fue reconocido durante la era soviética, pero en las últimas décadas el tema se convirtió en un importante tema de discusión en la sociedad ucraniana y entre los académicos.

## Historia

### Década de 2010
Nuzhat Ehsan, representante del Fondo de Población de la ONU en Ucrania, declaró en febrero de 2013 que "Ucrania realmente tiene un nivel de violencia inaceptable, principalmente por parte de los hombres y debido principalmente al alto nivel de consumo de alcohol". Culpó a las lagunas en la legislación de contribuir al problema de la violencia doméstica y afirmó: "Puedes violar a las mujeres y aún así, si eres un funcionario de alto nivel o de una familia de funcionarios de alto nivel, puedes salirte con la tuya".
Según las normas morales tradicionales, se supone que las mujeres ucranianas "son bellas y madres". Además, las tradiciones de género en Ucrania tienden a impedir que las mujeres ocupen puestos de poder político, mientras que las normas de comportamiento masculino incluyen la protección de las mujeres. La Guerra del Donbás en la región de Dombás de Ucrania, que comenzó en 2014, reforzó la separación de responsabilidades de género. La Organización de las Naciones Unidas (ONU) declaró que las mujeres ucranianas que vivían en la zona de conflicto corrían un riesgo significativo debido a la débil aplicación de la ley, la alta concentración de grupos militares y la proliferación de armas.
En 2015, la Oficina del Alto Comisionado de las Naciones Unidas para los Derechos Humanos expresó su profunda preocupación por el rápido empeoramiento de la situación de violencia contra las mujeres en Ucrania. Según la OSCE, en 2018, la violencia hacia las mujeres estaba generalizada en Ucrania y se asoció con tres veces más muertes que la Guerra en Donbas.

### Década de 2020
Tras la invasión rusa de Ucrania en 2022, surgieron numerosos relatos de violencia y violencia sexual contra mujeres en Ucrania, incluidos asaltos, torturas, violaciones y violaciones en grupo.

## Estudios y respuestas a la violencia sexual
Según un informe de la ONU de 2013, alrededor del 45 % de los 45 millones de habitantes de Ucrania sufrieron violencia (física, sexual o mental) y la mayoría son mujeres. Desde el punto de vista histórico, el problema de la violencia contra las mujeres en Ucrania se mantuvo tradicionalmente en silencio. A partir de 2013, no había muchas fuentes de estadísticas oficiales sobre violencia sexual en Ucrania. Los medios de comunicación no estaban seguros de cómo abordar el problema, las autoridades no sabían cómo abordarlo y la sociedad ucraniana en su conjunto no estaba preparada para poner fin a la violencia. Como resultado, todos los esfuerzos nacionales contra la violencia se basaron en un apoyo considerable de los donantes occidentales. Los datos registrados también demuestran que la incidencia observada de violencia sexual contra las mujeres está fuertemente subestimada debido a una influencia combinada de tradición y vergüenza personal.

## Formas de violencia

### Violencia doméstica
En Ucrania, la violencia doméstica hacia las mujeres tiene una larga historia. Hay evidencia de que el modelo de agresión masculina dirigida hacia las mujeres se transmite de generación en generación. Estudios recientes revelan que la violencia contra la mujer no se limita a ningún segmento particular de la población ucraniana y ocurre en todos los estratos sociales. No hay muchas mujeres ucranianas que hayan logrado la independencia económica y sean propietarias de su propia casa. A partir de 2017, la violencia contra las mujeres seguía siendo un problema oculto. La guerra en Donbas condujo a un aumento de la prevalencia. A principios de 2020 había muy pocos refugios para mujeres en Ucrania.

### Explotación sexual
La explotación sexual de la mujer es también un problema amplio y grave en la sociedad ucraniana. Este problema consiste en el tráfico de mujeres en los mercados transnacionales y la prostitución coercitiva. Surge como resultado de muchos factores, incluido el empobrecimiento de una parte importante de la población, la pornografía blanda ampliamente utilizada por los medios de comunicación ucranianos para captar la atención de los clientes, etc. Los datos estadísticos informados por las ONG en 2000 indican que hasta un tercio de las mujeres ucranianas jóvenes desempleadas han estado involucradas en algún grado en actividades comerciales ilegales de sexo.

### Violencia contra las niñas
Una encuesta de jóvenes ucranianas realizada por el Comité de Ucrania para la Protección de los Niños revela que el abuso sexual de ellas representa una gran proporción de las víctimas de abuso. Por ejemplo, se informó que una de cada tres niñas ucranianas había sufrido acoso sexual, una de cada cinco había sufrido abusos sexuales físicos y una de cada diez había sido violada. Las estadísticas criminales informan que el 55 % de las agresiones sexuales registradas en Ucrania están dirigidas a jóvenes menores de 18 años, y el 40 % de ellas, o el 22 % en total, a niños menores de 14 años.

## Base legal
En febrero de 2019, la violencia doméstica se tipificó como delito en Ucrania, lo que significa que los perpetradores podrían ser multados o condenados a servicio comunitario o penas de prisión. Anteriormente, los perpetradores podían estar sujetos a un máximo de castigo administrativo. Según la revista "Semana de Ucrania", alrededor del 5% de las víctimas denuncian la violencia a la policía ucraniana.